# うちのひと がっこうのひと
『うちのひと がっこうのひと』は、NHK教育テレビジョンで1964年4月11日から1985年3月11日まで放送されていた小学校1年生向けの学校放送（教科：社会科）である。当初はモノクロ放送だったが、1971年4月からカラー放送となっている。

## 放送時間
いずれも日本標準時。
| 期間                          | 放送時間                                                 |
| ----------------------------- | -------------------------------------------------------- |
| 1964年4月11日 - 1969年3月15日 | 土曜日 09:00 - 09:20                                     |
| 1969年4月12日 - 1972年3月18日 | 土曜日 09:15 - 09:30                                     |
| 1972年4月8日 - 1980年3月15日  | 土曜日 09:00 - 09:15 1980年4月以降も再放送枠として使用。 |
| 1980年4月14日 - 1985年3月11日 | 月曜日 10:00 - 10:15                                     |

## 出演者
| 期間      | 期間      | お姉さん     | キャラクター                          | キャラクター                          | キャラクター                          |
| --------- | --------- | ------------ | ------------------------------------- | ------------------------------------- | ------------------------------------- |
| 1964年4月 | 1965年    | 水森亜土     | 不明                                  | 不明                                  | 不明                                  |
| 1965年4月 | 1966年3月 | 水森亜土     | オウムのトンペー博士 （声：喜多道枝） | オウムのトンペー博士 （声：喜多道枝） | こいぬのカッペーくん （声：木下華声） |
| 1966年4月 | 1971年3月 | 小沢弘子     | オウムのトンペー博士 （声：喜多道枝） | オウムのトンペー博士 （声：喜多道枝） | こいぬのカッペーくん （声：木下華声） |
| 1971年4月 | 1979年3月 | こだまのぶこ | パクたん                              | ポピーちゃん                          | ハリハリどん                          |
| 1979年4月 | 1981年3月 | 黒川明子     | ピコちゃん （声：三田ゆう子）         | ピコちゃん （声：三田ゆう子）         | ヌウくん （声：菅谷政子）             |
| 1981年4月 | 1983年3月 | 富沢美智江   | ピコちゃん （声：三田ゆう子）         | ピコちゃん （声：三田ゆう子）         | ヌウくん （声：菅谷政子）             |
| 1983年4月 | 1985年3月 | 和泉紀子     | ピコちゃん （声：三田ゆう子）         | ピコちゃん （声：三田ゆう子）         | ヌウくん （声：菅谷政子）             |

## テーマ曲
- 石野真子